# コミンズ試薬
コミンズ試薬（英語: Comins' reagent, コミンズしやく）は、対応するケトンエノラートまたはジエノラートからビニルトリフラートを合成するのに使用されるトリフリル基供与試薬である。
これは1992年にダニエル・コミンズによって初めて報告された。合成されたビニルトリフラートは鈴木・宮浦カップリングの基質として有用である。